# Era de Ouro da Ficção Científica
A Era de Ouro da Ficção Científica (Golden Age of Science Fiction em inglês), frequentemente reconhecida como um período que vai de fins dos anos 1930 ou início dos anos 1940, foi uma época durante a qual o gênero ficção científica ganhou a ampla atenção pública e onde muitas histórias clássicas foram publicadas. Na história da ficção científica, a Era de Ouro sucede a "Era pulp" dos anos 1920 e 1930 e precede a "ficção new wave" dos anos 1960 e 1970. De acordo com o historiador Adam Roberts, "a expressão Era de Ouro valoriza um tipo particular de escrita: FC hard, narrativas lineares, heróis resolvendo problemas ou antecipando ameaças num estilo de space opera ou de aventura tecnológica."
A frase "A era de ouro da ficção científica é doze" (The golden age of science fiction is twelve), do fã Peter Graham, menciona o fato de que muitos leitores usam o termo "golden age" para descrever a época em que se apaixonaram pelo gênero, muito frequentemente na adolescência.

## De Gernsback a Campbell
Uma influência primordial na criação da "Era de Ouro" foi o editor John W. Campbell, que tornou-se lendário no gênero como editor de inúmeras revistas, incluindo a Astounding Science Fiction.

## A evolução do gênero

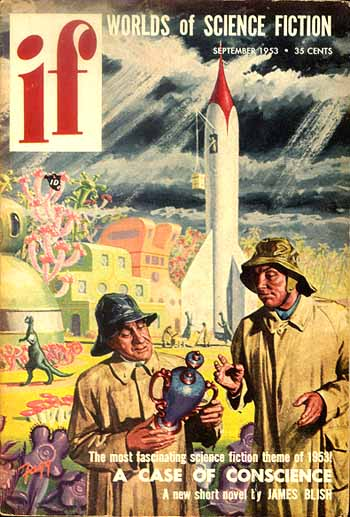
Capa de revista If (setembro de 1953), que publicou a primeira parte de A Case of Conscience de James Blish.

Muitos dos mais duradouros tropos de ficção científica foram estabelecidos na literatura da Era de Ouro. A space opera ganhou destaque com as obras de E. E. "Doc" Smith; Isaac Asimov estabeleceu as canônicas Três Leis da Robótica começando com o  conto "Runaround" (1941); no mesmo período surgiram clássicos do gênero, como a Série da Fundação e Lensman. Outra característica freqüente de ficção científica da Era de Ouro é a celebração da conquista científica e o sentimento de admiração; O conto "Nightfall" de Asimov  exemplifica isso, como em uma única noite, uma civilização de um planeta é esmagada pela revelação da vastidão do universo. Romances de Robert A. Heinlein na década de 1950 , como The Puppet Masters, Double Star, e Starship Troopers, expressam a ideologia libertária que atravessa grande parte da ficção científica da Era de Ouro.
A Era de Ouro também viu o ressurgimento dos temas-centrais religiosos ou espirituais, algo que a  proto-ficção científica antes da Era pulp de Hugo Gernsback havia tentado eliminar em sua visão de "scientifiction". Entre os mais significativos em tais narrativas na Era de Ouro são: The Martian Chronicles de Ray Bradbury; O Fim da Infância de Arthur C. Clarke; A Case of Conscience de James Blish; e Um Cântico para Leibowitz de Walter M. Miller, Jr..

## Autores daEra de Ouro
A partir do principio da década de 1930, surgiu um grande número de de autores de ficção científica, entre os quais:
| - Poul Anderson - Isaac Asimov - Alfred Bester - James Blish - Nelson S. Bond - Leigh Brackett - Ray Bradbury - Fredric Brown - Bertram Chandler - John Christopher | - Arthur C. Clarke - Hal Clement - L. Sprague de Camp - Lester del Rey - Philip K. Dick - Gordon Dickson - Philip José Farmer - Robert A. Heinlein - Frank Herbert | - L. Ron Hubbard - C. M. Kornbluth - Henry Kuttner - Fritz Leiber - Walter M. Miller, Jr. - C. L. Moore - Chad Oliver - Frederik Pohl - Ross Rocklynne | - Eric Frank Russell - Robert Silverberg - Clifford D. Simak - E. E. "Doc" Smith - Theodore Sturgeon - William Tenn - A. E. van Vogt - Jack Vance - John Wyndham |

## Fim daEra de Ouro

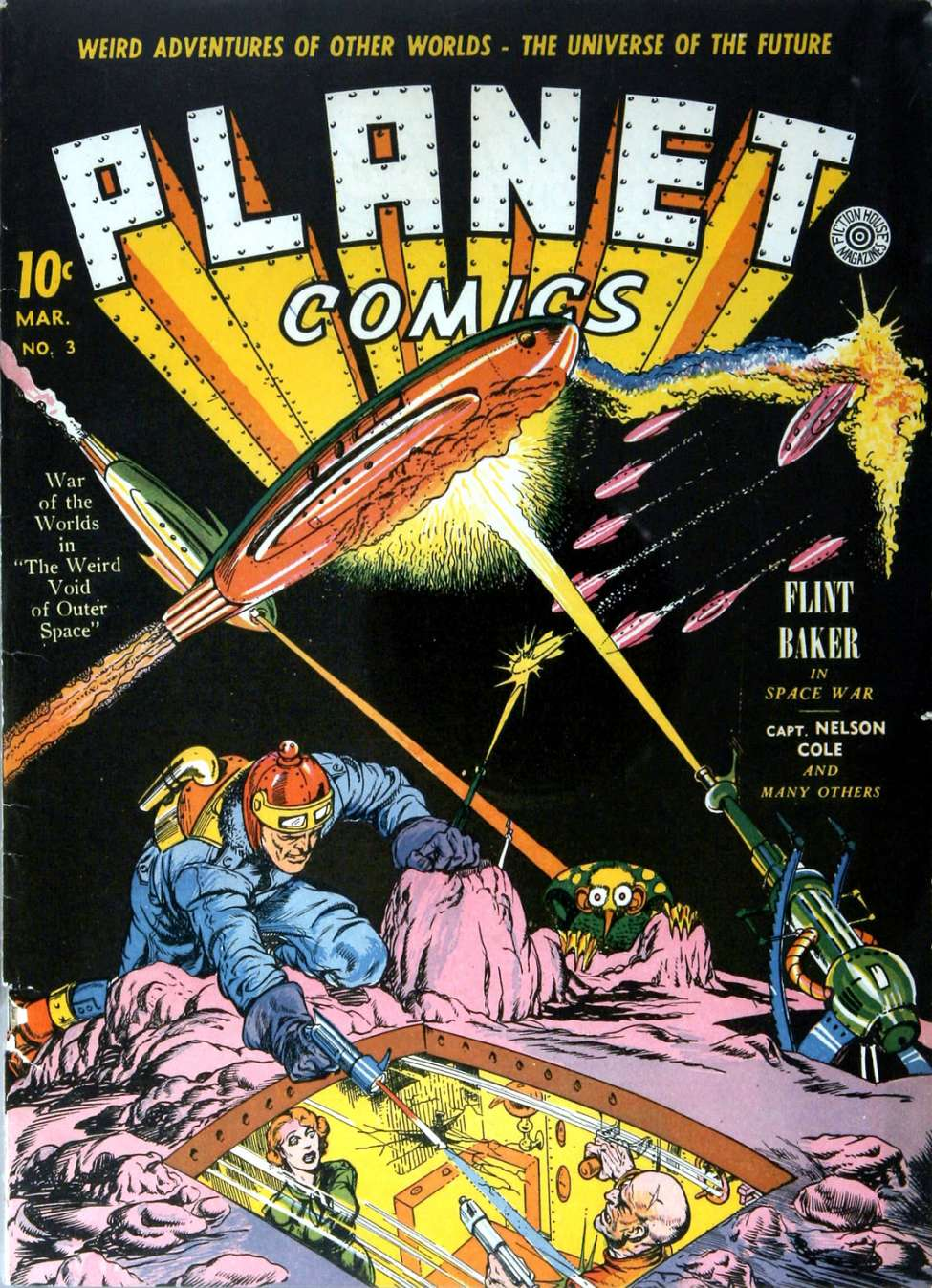
Capa da revista Planet Comics, março de 1940 (arte de Joe Will Eisner)

É mais difícil para especificar o fim da Era de Ouro da Ficção Científica do que o princípio, mas vários fatores coincidentes mudou a cara da ficção científica em meados dos anos 1950. O mais importante, talvez, foi a rápida contração de um mercado pulp inflado: Fantastic Adventures e Famous Fantastic Mysteries canceladas em 1953, Planet Stories, Startling Stories, Thrilling Wonder Stories e Beyond em 1955, Other Worlds e Science Fiction Quarterly em 1957, Imagination, Imaginative Tales e Infinity em 1958. Ao mesmo tempo, a presença de ficção científica na televisão e no rádio diminuiu, com o cancelamento das séries de televisão Captain Video, Space Patrol, e Tom Corbett, Space Cadet, em 1955. A ficção científica tinha florescido nas revistas em quadrinhos, que não eram de maneira nenhuma restritas ao material juvenil; Em 1940, a Fiction House lançou um spin-off de sua revista Planet Stories, a Planet Comics, contudo, esta também seria cancelada em 1953, após 73 edições. Com a introdução do Comics Code Authority em 1954, o gênero foi seriamente afetado, e uma dos mais notáveis publicações da EC Comics, Incredible Science Fiction, foi cancelada no final de 1955.
A segunda metade da década de 1950, portanto, abriu com uma redução acentuada da visibilidade e negociabilidade de ficção científica. Ao mesmo tempo, os avanços tecnológicos, culminando com o lançamento do Sputnik 1, em outubro de 1957, reduziram a diferença entre o mundo real e o mundo da ficção científica, desafiando autores a serem mais ousados e imaginativos em um esforço para não se tornar "manchete de ontem". Gêneros mais recentes de ficção científica emergiram, incidindo menos sobre as realizações de seres humanos em naves espaciais e laboratórios, e mais sobre como essas conquistas podem mudar a humanidade.